# Ferdinand Khittl
Ferdinand Khittl (* 20. Januar 1924 in Franzensbad, Tschechoslowakei; † 28. Februar 1976 in München) war ein deutscher Filmregisseur und Drehbuchautor. Am 28. Februar 1962 verlas er im Auftrag der Gruppe DOC 59 das Oberhausener Manifest.

## Leben

Oberhausener Manifest,
28. Februar 1962

Khittl wurde 1924 in Františkovy Lázně (Franzensbad) geboren, das seit 1938 zum Deutschen Reich gehörte. Während des Zweiten Weltkriegs geriet er als Matrose der deutschen Kriegsmarine in Gefangenschaft der Alliierten. Nach seiner Entlassung lebte er in der Bundesrepublik Deutschland und hielt sich mit verschiedenen Gelegenheitsjobs über Wasser, unter anderem als Maurer, Bäcker und Hühnerzüchter.
1951 erhielt er eine Stelle als Vertreter eines kleinen Kinoverleihs. Drei Jahre später arbeitete er als Regievolontär an der experimentellen Kunstdokumentation Die ewige Kunde mit. Für Luis Trenker war er zudem als Filmeditor tätig.
Anschließend realisierte er eine Reihe von Kurz- und Dokumentarfilmen, meist im Auftrag der Gesellschaft für bildende Filme.
Am 9. April 1959 gründete er in München gemeinsam mit Haro Senft, Enno Patalas, Hans Posegga und anderen die Gruppe DOC 59. Ziel des Vereins war es, das deutsche Kino zu erneuern und den jungen Film in der Öffentlichkeit zu propagieren. Dies führte zu der Ausarbeitung des Oberhausener Manifests, das 1962 von Khittl verlesen wurde und eine radikale Trendwende in der deutschen Filmlandschaft einläutete.
1962 legte er mit Die Parallelstraße seinen ersten und einzigen Langspielfilm vor. Eingebettet in eine Rahmenhandlung finden hier dokumentarische Aufnahmen Verwendung, die Khittl gemeinsam mit seinem Kameramann Ronald Martini auf zwei Weltreisen in den Jahren 1959 und 1960 in Asien, Afrika und Südamerika gemacht hatte. Obwohl der Film auf den Festivals von Cannes und San Sebastián viel Beachtung erfuhr, blieb Khittl die Anerkennung in Deutschland größtenteils verwehrt.
Ferdinand Khittl starb am 28. Februar 1976 im Alter von 52 Jahren in München. 1982 wurde er bei der Verleihung des Deutschen Filmpreises als Unterzeichner des Oberhausener Manifests posthum mit dem Ehrenpreis „für herausragende Verdienste um den deutschen Film“ geehrt.

## Filmografie
- 1954: Die ewige Kunde (Kurzfilm) – Co-Regie
- 1954: Kavaliere im Eis (Kurzfilm) – Schnitt
- 1955: Benehmen ist Glückssache – Schnitt
- 1956: Auf geht’s (Kurzfilm) – Regie
- 1957: Werkstatt für Europa - Feuer an der Ruhr – Regie, Drehbuch
- 1957: Ungarn in Flammen – Regie
- 1958: Großmarkthalle (Kurzfilm) – Regie
- 1958: Ein neuer Weg zur Rettung eingeschlossener Bergleute (Kurzfilm) – Regie
- 1959: Eine Stadt feiert Geburtstag (Kurzfilm) – Regie, Drehbuch
- 1960: Das magische Band (Kurzfilm) – Regie, Drehbuch
- 1962: Ein Werk von hundert Jahren – Co-Regie, Drehbuch
- 1962: Die Parallelstraße – Regie
- 1965: Der heiße Frieden (Kurzfilm) – Regie, Drehbuch
- 1969: Abenteuer Farbe (Kurzfilm) – Regie, Drehbuch

## Auszeichnungen
Deutscher Filmpreis
- 1956: Filmband in Silber in der Kategorie „Bester Kurzfilm in Farbe“ (Auf geht’s)
- 1959: Filmband in Silber in der Kategorie „Bester Kurzfilm“ (Eine Stadt feiert Geburtstag)
- 1960: Filmband in Silber in der Kategorie „Bester Kulturkurzfilm“ (Das magische Band)
- 1982: Ehrenpreis für die Unterzeichner des Oberhausener Manifests (posthum)